# 報關單
報關單是指进出口货物收发货人或其代理人填寫的含有进出口货物信息的表單，報關單填寫完畢後进出口货物收发货人可以憑藉報關單要求海关对其货物办理通关手续。海關可以憑藉報關單掌握貨物的進出口情況並依據報關單對外貿企業征稅。中國的报关单由海关总署统一印制。